# 흑룡표
"흑룡표"는 한국에서 제작된 이상구 감독의 1978년 영화이다. 바비 김 등이 주연으로 출연하였고 서병직 등이 제작에 참여하였다.

## 출연

### 주연
- 바비 김
- 임은주
- 배수천

## 기타
- 조명: 손한수
- 녹음: 유창국
- 미술: 조경환